# Gelbköpfchen
Das Gelbköpfchen (in Neuseeland Yellowhead oder auf Maori Mohua, Mohoua ochrocephala) ist ein kleiner insektenfressender Sperlingsvogel, der auf der Südinsel Neuseelands endemisch ist. Es gehört zu der monotypischen Familie Mohouidae, der nur drei Vogelarten angehören. Innerhalb dieser Familie ist das Gelbköpfchen die schwerste Art, obwohl das Weißköpfchen eine ähnliche Körperlänge aufweist. Die dritte Art, das Braunköpfchen, ist rund zwei Zentimeter kleiner als das Gelbköpfchen.
Die Populationszahlen des Gelbköpfchens gehen seit den 1880er Jahren zurück. Hauptursache ist das Verschwinden von Wäldern und die Einführung von Arten wie Hirsche und Possums, die die Zusammensetzung der Waldflora veränderten. Die IUCN schätzt den Bestand an Gelbköpfchen als gefährdet (endangered) ein.

## Erscheinungsbild

### Körperbau
Das Gelbköpfchen erreicht eine Körperlänge von 15 Zentimeter, wovon 6 bis 7,3 Zentimeter auf den Schwanz entfallen. Die Flügellänge beträgt 7,7 bis 8,5 Zentimeter, der Schnabel ist 1,4 bis 1,7 Zentimeter lang. Sie wiegen schwachen 23 und 32,5 Gramm. Es gibt keinen ausgeprägten Geschlechtsdimorphismus.

### Adulte Vögel
Der Kopf und der Hals sind leuchtend gelb mit einem olivfarbenen Ton oder olivfarbenen Flecken auf der hinteren Mitte des Halses. Der Scheitel ist bei vielen Individuen ebenfalls leicht olivfarben gefleckt. Männchen haben tendenziell ein gelberes Kopf- und Halsgefieder. Die übrige Körperoberseite olivfarben, wobei die Oberschwanzdecken etwas heller und das Schwanzgefieder auf der Oberseite etwas gelblicher sind. Die Körperunterseite ist überwiegend leuchtend gelb, der Unterbauch, der Bürzel und die Unterschwanzdecken sind weißlich mit einem gelblichen Anflug. Bei vielen Individuen haben auch die Flanken und die Brustseiten einen olivfarbenen Ton.
Der Schnabel, das Schnabelinnere, die Beine und Füße sind schwarz. Die Iris ist schwarzbraun.

### Jungvögel
Jungvögel gleichen den adulten Vögeln sehr weitgehend, sie haben jedoch noch einen olivfarbenen Scheitel.

## Verwechslungsmöglichkeiten
Das Gelbköpfchen ist nur mit der im 19. Jahrhundert auf Neuseeland eingeführten Goldammer verwechselbar, die dort mittlerweile weit verbreitet ist und deren Männchen ebenfalls einen leuchtend gelben Kopf, Hals und Unterkörper haben. Die Goldammer besiedelt allerdings offenere Lebensräume als das Goldköpfchen.

## Verbreitungsgebiet und Lebensraum

Verbreitungsgebiet des Gelbköpfchens (grün) auf der neuseeländischen Südinsel

Das Gelbköpfchen kommt disjunkt auf der neuseeländischen Südinsel vor. Der Lebensraum sind große zusammenhängende Flächen an Scheinbuchenwäldern. Es ist  besonders häufig in Wäldern anzutreffen, die von Roten oder Silbernen Scheinbuchen dominiert sind. Es benötigt dabei Bestände mit alten, hochgewachsenen Bäumen, weil nur diese mit ihren Asthöhlen dem Gelbköpfchen ausreichend Nistgelegenheiten bieten.

## Lebensweise
Das Gelbköpfchen lebt während der Brutzeit paarweise oder in kleinen Familiengruppen. Außerhalb der Brutzeit bilden sich größere Trupps, die bis zu 40 Individuen umfassen können. Es ist dann gelegentlich auch mit dem Braunköpfchen und anderen kleinen Singvogelarten wie beispielsweise der Maorigerygone vergesellschaftet, besonders häufig ist es jedoch in der Nähe von Springsittichen zu sehen, die zu den Plattschweifsittichen gehören. Diese gemischten Schwärme fallen durch ihr neugieriges und ruheloses Verhalten und sind häufig weithin vernehmbar. Sie suchen überwiegend im oberen bis mittleren Baumkronenbereich nach Nahrung. Goldköpfchen kommen während ihrer Nahrungssuche gelegentlich aber auch auf den Boden oder lassen sich auf am Boden liegenden Baumstämmen nieder.
Gelbköpfchen sind überwiegend Insektenfresser, fressen gelegentlich aber auch Früchte oder trinken Nektar. Während der Nahrungssuche blicken sie Insekten vom Blattwerk, von den Zweigen, Ästen und Baumstämmen. Sie reißen dabei auch Rindenstückchen und Moos ab oder untersuchen Spalten und Höhlungen der Baumstämme nach Insekten. Während ihrer Nahrungssuche hängen sie häufig kopfüber von den Ästen oder sie sitzen an den Baumstämmen und stützen sich mit dem versteiften Schwanz ab.

## Fortpflanzung

### Brutzeit, Nest und Gelege
Gelbköpfchen brüten von Oktober bis Februar. Der Höhepunkt der Brutzeit ist Anfang November, ein zweiter, jedoch weniger ausgeprägter Höhepunkt fällt in den Zeitraum von Ende Dezember bis Anfang Januar, wenn die meisten Gelbköpfchenpaare damit beginnen, eine zweite Brut großzuziehen. Jungvögel sind ab Anfang November bis etwa Anfang März zu beobachten.
Das Nest wird in Höhlungen in Baumstämmen und Ästen von großen Scheinbuchen errichtet. Es befindet sich häufig weit oben im Kronenbereich. In den Höhlungen wird ein napfförmiges Nest gebaut, das aus kleinen Wurzeln, kleinen Zweigen, Gräsern und Pflanzenfasern gebaut wird. Das Gelege besteht aus einem bis vier Eiern. Es gibt keinen signifikanten Unterschied zwischen der Gelegegröße der Erstbrut und der Zweitbrut. Das Weibchen legt die Eier in einem Abstand von einem bis zwei Tage. Es beginnt mit der Brut, sobald das Gelege vollständig ist. Die Brutzeit dauert ca. 21 Tage und es brütet allein das Weibchen. Während der Brutzeit versorgt das Männchen das Weibchen mit Nahrung. Die Nestlinge sind bei Schlupf nackt und beginnen erst im Alter von 7 Lebenstagen ein Daunenkleid zu tragen. Sie werden von beiden Elternvögeln gefüttert.

### Kooperatives Brutverhalten
Gelbköpfchen gehören zu den Vogelarten, bei denen gelegentlich bei der Aufzucht der Jungvögel gelegentlich „Helfer“ festgestellt werden: In einer über zwei Jahre näher beobachteten Population im Arthur’s-Pass-Nationalpark hatten 30 Prozent der Elternvögel solche Unterstützung bei der Fütterung der Jungvögel. Bei einer anderen, im Tal des Eglinton River ansässigen Populationen hatten von 63 Brutpaaren 62 einen Helfer, bei dem es sich immer um ein männliches Gelbköpfchen handelte. Ob es sich, wie bei einigen anderen Vogelarten mit Brutkooperation, bei dem Helfer um einen Nachkömmling der Elternvögel aus einer vorangegangenen Brutsaison handelt oder um einen nicht-verwandten Vogel, der bei Versterben des Männchens die Rolle des dominanten Männchens übernimmt, ist bislang noch nicht beantwortet.

## Systematik und Gefährdung
Das Gelbköpfchen bildet zusammen mit dem Weißköpfchen (M. albicilla) und Braunköpfchen M. novaeseelandiae die in Neuseeland endemische Singvogelgattung Mohoua. Seit 2013 wird die Gattung in die neue monotypische Familie Mohouidae gestellt.
Gelbköpfchen und Weißköpfchen haben eine sympatrische Entwicklung genommen. Das Gelbköpfchen entwickelte sich dabei auf der Südinsel, das Weißköpfchen auf der Nordinsel und mehreren kleinen umliegenden Inseln. Noch in den 1800er Jahren war die Art verbreitet, besonders in Buchenwäldern von Nelson und den Marlborough Sounds bis in die Region Southland und Stewart Island/Rakiura. Anfang des 20. Jahrhunderts wurde die Art von eingeschleppten Ratten und Mardern stark dezimiert. Heute sind sie aus 75 % ihres ursprünglichen Verbreitungsgebietes verschwunden. In Neuseeland hat der Mohua den Status einer geschützten gefährdeten Art, von der IUCN wird die Art als gefährdet eingestuft. Zur Erhaltung der Art wurde sie auf mehreren von eingeschleppten Räubern freien Inseln wie Breaksea Island, in Fiordland und auf Ulva Island angesiedelt.